# Musée historique juif de Belgrade
Le Musée historique juif (en serbe cyrillique : Јеврејски историјски музеј ; en serbe latin : Jevrejski istorijski muzej) est un musée situé à Belgrade, la capitale de la Serbie, dans la municipalité urbaine de Stari grad, 71a rue Kralja Petra. Créé par l'Union des communautés juives de Yougoslavie en 1948-1949, il rassemble des objets et des documents concernant la culture juive dans l'ex-Yougoslavie depuis les premières colonies juives de l'Empire romain jusqu'à la fin de la Seconde Guerre mondiale.

## Création
La fondation du musée historique juif remonte à 1948-1949, à l'initiative du département muséologique et historique de l'Union des communautés juives de Yougoslavie. De nombreux documents et objets ont été rassemblés grâce à des acquisitions et à des dons. Une première exposition a été montrée en 1959 et l'exposition actuelle a été conçue en 1969 par Vidosava Nedomački ; elle s'étend sur 200 m2,.
L'exposition permanente du musée présente des documents, des photographies, des objets et des œuvres d'art ; on y trouve aussi une histoire de l'évolution de la culture des communautés juives de l'ex-Yougoslavie.

## Archives
Le musée abrite de nombreuses collections historiques, ethnologiques et des objets d'art venus de toute la Yougoslavie. Ce travail d'archive est une des principales activités de l'institution. Dans les archives sont conservés de nombreux documents remontant d'une période allant jusqu'à 1941 mais surtout une importante documentation relative à la Seconde Guerre mondiale, à l'Holocauste, ainsi que des documents relatifs à la période de l'après-guerre. Le musée conserve ainsi des listes par villes des victimes juives du génocide et des listes d'émigrants juifs vers Israël couvrant la période 1948-1952. Les archives détiennent aussi des journaux et des publications juives de toutes sortes et notamment des documents anciens témoignant de l'activité de la communauté juive et des institutions juives qui ont opéré pendant plusieurs siècles sur le territoire yougoslave. La plupart de ces documents ayant été détruits pendant l'Holocauste, le musée rassemble à peu près tout ce qui a subsisté. Ces archives sont ouvertes aux chercheurs.

## Expositions

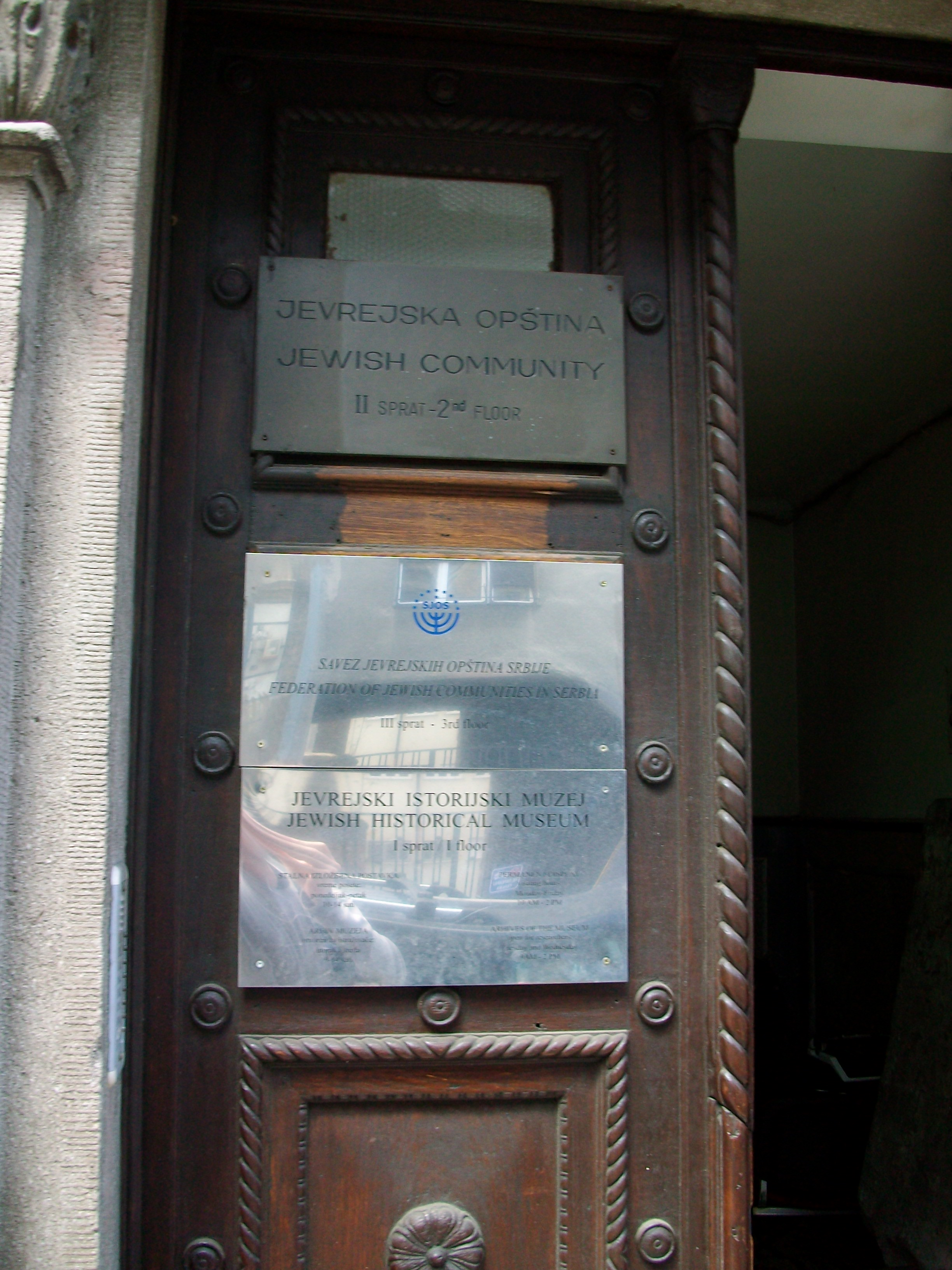
L'entrée du musée

Le musée s'est également donné comme vocation d'organiser des expositions. De 1952 à 1999, le musée a organisé 34 expositions, comme l'exposition « L'histoire de nos voisins qui ne sont plus - Les Juifs à Belgrade » en 1997 et l'exposition « Coutumes juives : le cercle de la vie » en 1998.
Le musée reçoit environ 3 000 visiteurs par an, soit 150 000 depuis sa création[réf. nécessaire].

## Publications
De 1954 à 1970, le musée a périodiquement publié le Jevrejski almanah, l'« almanach juif ». Depuis lors, il édite en anglais une publication périodique intitulée Zbornik . À chaque exposition, le musée édite un catalogue et une brochure de format plus réduit. Le musée propose aussi un bulletin trimestriel, en serbe et en anglais et a commencé à traduire ses catalogues en anglais.

## Bâtiment du musée
Le bâtiment qui abrite aujourd'hui le musée historique juif a été construit en 1928 pour la Communauté séfarade de Belgrade selon un projet de l'architecte Samuel Sumbul. Pendant la Seconde Guerre mondiale, il a abrité la société allemande Kulturbund. Après la guerre, une partie du bâtiment a été nationalisé. Aujourd'hui, le musée est situé au premier étage, tandis que le second étage est le siège de la Communauté juive de Belgrade et du chœur Braća Baruh. Au troisième étage se trouvent les locaux de l'Union des communautés juives de Yougoslavie et les bureaux du rabbin.